# マーク・コンスエロス
マーク・コンスエロス（Mark Consuelos、3月30日 - ）は、スペイン出身の俳優である。『オール・マイ・チルドレン』でのマテオ・サントス役で最もよく知られている。

## 経歴
サラゴサにて、メキシコ人の父親とイタリア人の母親のあいだに生まれた。1996年、女優のケリー・リパと結婚する。2005年、映画『グレート・レイド 史上最大の作戦』に出演する。

## フィルモグラフィー

### 映画
- グレート・レイド 史上最大の作戦（2005年）
- Gガール 破壊的な彼女（2006年）
- 誘拐の掟（2014年）
- メン・イン・キャット（2016年）
- 私の居場所の見つけかた All We Had (2016年)

### テレビドラマ
- オール・マイ・チルドレン（1995年 - 2010年）
- ミッシング -サイキック捜査官-（2003年 - 2006年） アントニオ・コルティッツ
- アグリー・ベティ（2008年）
- ナイトシフト 真夜中の救命医（2017年） ケイン・ディアス
- リバーデイル（2018年 －） ハイラム・ロッジ